# Bárcena de Campos

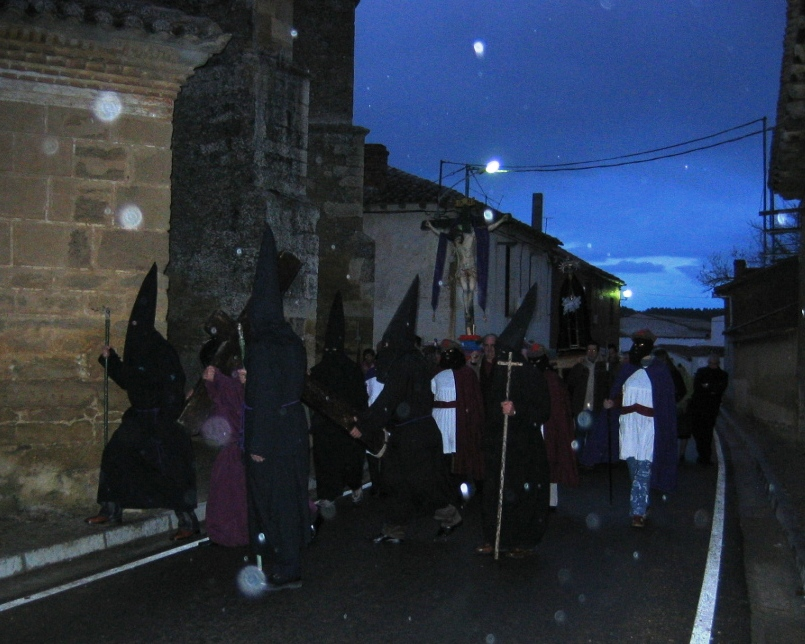
Procesión Viernes Santo en la Semana Santa de Bárcena de Campos.

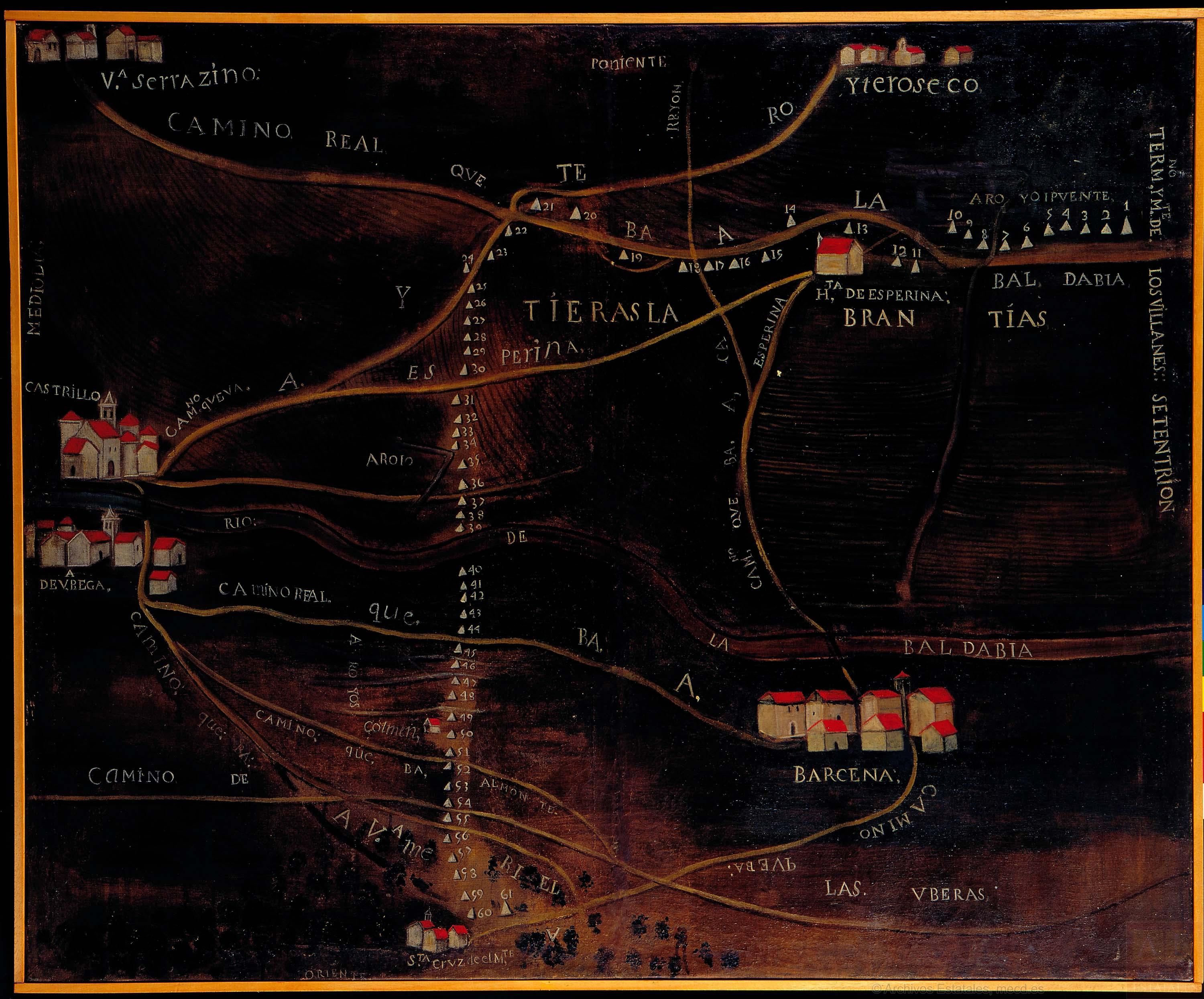
Mapa al óleo de Bárcena y sus alrededores confeccionado en 1746.

Bárcena de Campos es un municipio y localidad española de la comarca de La Valdavia de la provincia de Palencia, en la comunidad autónoma de Castilla y León a unos 22 km al norte del Camino de Santiago. Se encuentra en el margen derecho del Valdavia, en el kilómetro 12,5 de la carretera Provincial P236. 
Limita al norte con Villanuño de Valdavia, al este con Santa Cruz del Monte, al sur con Villavega, y al oeste con Itero Seco.
Localidad de marcado carácter Jacobeo ya que a los pies del alto de la Esperina confluyen la ruta del Besaya, proveniente de Suances, con la ruta del Camino Real de la Valdavia que unía San Vicente de la Barquera con Carrión de los Condes ·

## Geografía humana

### Demografía
Cuenta con una población de 53 habitantes (INE 2024).
| Gráfica de evolución demográfica de Bárcena de Campos entre 1842 y 2021                                               |
| |
| Población de derecho según los censos de población del INE. Población de hecho según los censos de población del INE. |

| 1900 | 1910 | 1920 | 1930 | 1940 | 1950 | 1960 | 1970 | 1981 | 1991 | 2001 | 2011 | 2016 |
| 259  | 275  | 258  | 254  | 253  | 237  | 230  | 147  | 79   | 60   | 63   | 53   | 62   |

## Patrimonio
- Yacimiento neolítico de San Cebrián (2500 a. C.)
- Yacimiento tardorromano de la Magdalena.
- Yacimiento con los restos de la ermita de la Virgen de Esperina (siglo XIII)
- Iglesia de Santiago (siglo XVI) donde destaca la talla de la virgen de Esperina (siglo XIII)
- Convento Basilio de Nuestra Señora de los Remedios (siglo XVI)
- Casona del hidalgo García Manrique de la Vega (siglo XVII)

## Turismo
- Cuenta con un alojamiento de turismo rural y una casa rural.
- En Semana Santa especial interés tiene su procesión de Viernes Santo.